# Пустое Воскресенье
Пустое Воскресенье — деревня в Пыталовском районе Псковской области России. Входит (с 2015 года) в состав муниципального образования Гавровская волость.

## География
Деревня находится в западной части Псковщины, в пределах Прибалтийской низменности, в зоне хвойно-широколиственных лесов.

### Климат
Климат характеризуется как умеренно континентальный, влажный. Средняя многолетняя температура самого холодного месяца (января) составляет −7,3 °С (абсолютный минимум — −42 °C), средняя температура самого тёплого (июля) — 12 °С (абсолютный максимум — 36 °C). Среднегодовое количество осадков составляет 562 мм, из которых 72 % выпадает в период с апреля по октябрь.

## История
Пустое Воскресенье входило в Скадинский сельсовет, который Постановлением Псковского областного Собрания депутатов от 26 января 1995 года переименован в Скадинскую волость.
В ходе муниципальной реформы Пустое Воскресенье включено в образованное муниципальные образования Скадинская волость со статусом сельского поселения (согласно Закону Псковской области от 28 февраля 2005 года) в составе муниципального образования Пыталовский район со статусом муниципального района (с 1 января 2006 года).
Законом Псковской области от 30 марта 2015 года Скадинская волость была упразднена и 11 апреля 2015 года деревня Пустое Воскресенье включена в состав Гавровской волости.

## Население
| 2001 | 2002 | 2010 |
| ---- | ---- | ---- |
| 24   | ↗28  | ↘22  |

### Национальный и гендерный состав
Согласно результатам переписи 2002 года, в национальной структуре населения русские составляли 100 % из 28 человек, из них 10 мужчин, 18 женщин.

## Достопримечательности
Церковь Воскресения Христова в Пустом Воскресении (XV век). Является объектом культурного наследия федерального значения. Изображена на гербе Пыталовского района.
Небольшая церковь Воскресения Христова, построенная в 1496 году неким Феодоритом, — представитель типичного псковского средневекового строительства. Церковь, почти не имеющая окон и отличающаяся замечательной акустикой благодаря вмонтированным в стены храма сосудам-голосникам, возведена из тесаного известняка. Последний раз её реставрировали в середине XX века, и уникальный памятник постепенно разрушается.